# Vrgada
Vrgada – wyspa położona na Morzu Adriatyckim u wybrzeży Chorwacji. Należy do Archipelagu Szybenickiego oraz leży na północny zachód od wyspy Murter i 4,6 km od kontynentu.
Powierzchnia wyspy wynosi 2,315 km² a długość linii brzegowej 9,118 km. Jest zamieszkiwana przez 242 osoby. Jedyne zabudowania na wyspie znajdują się w miejscowości o takiej samej nazwie co wyspa i są otoczone lasem sosnowym.